# أدريان هاوسر
أدريان هاوسر (بالإنجليزية: Adrian Houser)‏ هو لاعب كرة قاعدة أمريكي، ولد في 2 فبراير 1993 في تاهليكوا في الولايات المتحدة.

## وصلات خارجية
- أدريان هاوسر على موقع دوري كرة القاعدة الرئيسي (الإنجليزية)
- أدريان هاوسر على موقعبيزبول رفرنس.كوم (الدوري الرئيسي) (الإنجليزية)
- أدريان هاوسر على موقعبيزبول رفرنس.كوم (الدوري الثانوي) (الإنجليزية)
- أدريان هاوسر على موقع إي إس بي إن.كوم (أم.أل.بي) (الإنجليزية)
- أدريان هاوسر على موقع مشجعي الرسوم البيانية (الإنجليزية)